# HD 35984
Étoile variable de type T Tauri
Étoile à grand mouvement propre (d)
HD 35984 est une étoile de la constellation du Cocher. Elle a une magnitude apparente de 6,20, qui, selon l'échelle de Bortle, indique qu'elle est faiblement visible à l'œil nu depuis les zones rurales. Les mesures de la parallaxe par le satellite Hipparcos indiquent qu'elle se trouve à une distance d'environ 290 années-lumière de la Terre. 
Le type spectral F6III indique que c'est une étoile géante évoluée qui a consumé l'hydrogène dans son cœur. Cependant, l'émission de rayons X, puis les variations de luminosité et les niveaux de lithium informe que c'est une étoile variable de type T Tauri — une faible masse d'étoile de la pré-séquence principale qui est relativement pauvre en matière circumstellaire.